# Преах-Ко
Преах-Ко (кхмер. ប្រាសាទព្រះគ, «священний бик») — невеликий цегляний храм у Ролуосі з шістьома вежами, прикрашений ліпниною з вапнякового розчину. Був першим храмом, зведеним Індраварманом I у столиці Ангкору IX століття Харіхаралайї. 1932 року був розчищений від джунглів французьким ученим та архітектором Жоржем Труве.

## Опис
Оздоблений пісковиком цоколь утворює загальну платформу для шести веж. Зі східного боку вона розрізана трьома сходами, бічні стіни яких прикрашені дварапалами й апсарами. Перед кожними зі сходів лежить Нандін — священний бик — вахана — їздова тварина Шиви.
Цегляні вежі святилищ розташовані в два ряди й відрізняються за розміром. У східному, першому ряду, середня вежа вища за інші та зміщена трохи назад. Усі шість веж відкриті на схід. Кожна має чотири верхніх яруси, що зменшуються по висоті. Вони були вкриті вапняковою штукатуркою, з якої були виліплені скульптурні барельєфи, що збереглись дотепер.
Три прасати (кхмерська вежа) на задньому плані схожі одна на одну, втім нижчі за вежі першого ряду, й одна на північно-західному куті платформи, без усілякої очевидної причини, зміщена у напрямку сусіднього святилища свого ряду. Ті вежі були призначені для жіночих божеств і мають площу всього 2,5 метри. Пропорційно зменшуючись вони цілковито виготовлені з цегли, за винятком дверних рам з пісковику.